# Horst Eckel
Horst Eckel (ur. 8 lutego 1932 w Bruchmühlbach-Miesau, zm. 3 grudnia 2021) – niemiecki piłkarz, występował na pozycji napastnika. W latach 1952–1958 reprezentant Niemiec Zachodnich. Złoty medalista mistrzostw świata 1954.
Przez wiele lat był piłkarzem 1. FC Kaiserslautern. W 1951 oraz 1953 zdobywał tytuł mistrza Niemiec. Później grał w SV Röchling Völklingen, gdzie zakończył karierę w 1966, a w latach 1966–1968 pracował jako trener.
W reprezentacji Niemiec debiutował 9 listopada 1952 w meczu ze Szwajcarią. Do 1958 w kadrze rozegrał 32 spotkania. Podczas MŚ 54 wystąpił we wszystkich meczach swojej drużyny. Brał także udział w MŚ 58, gdzie Niemcy zajęli czwarte miejsce.

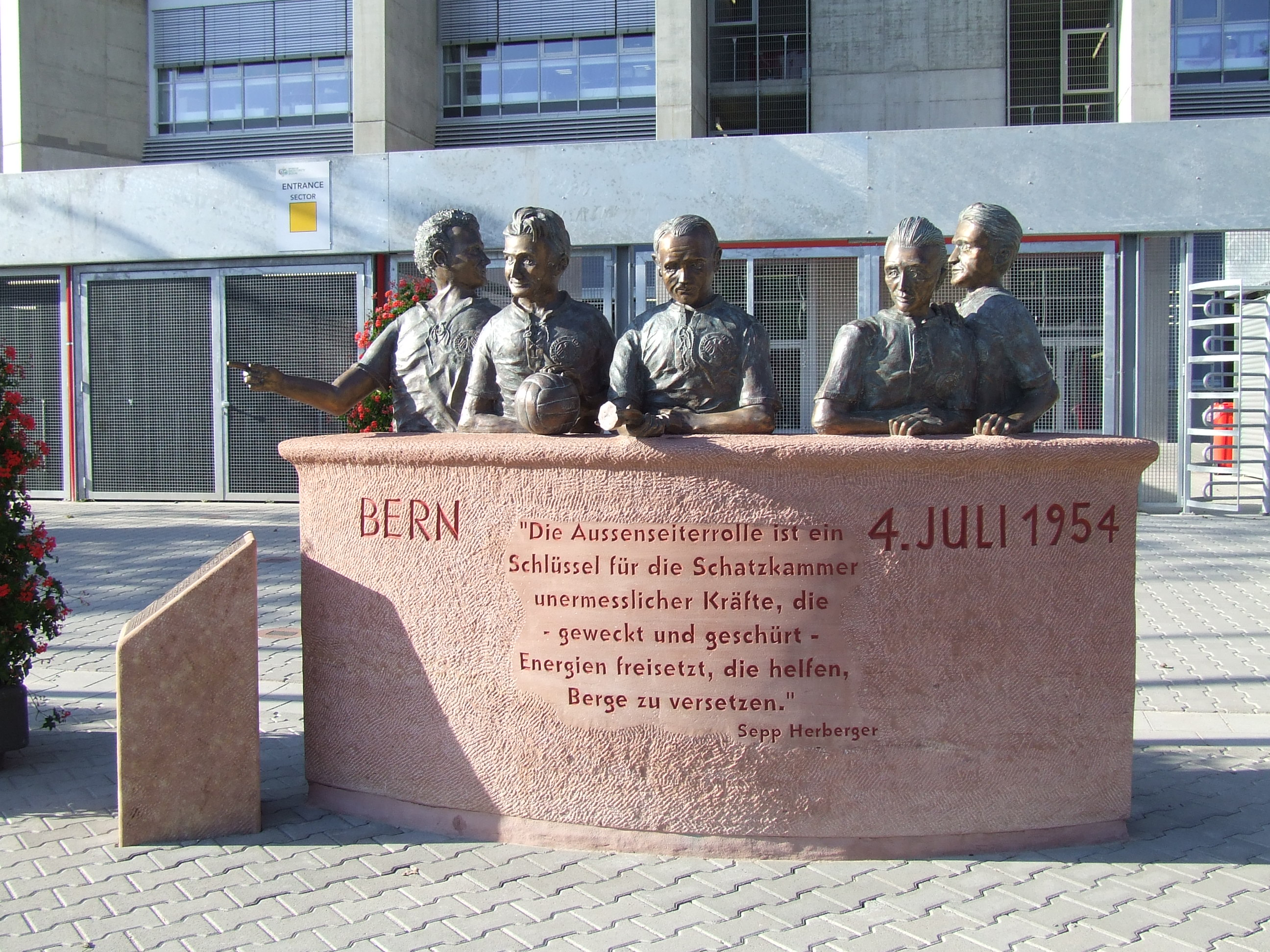
Pomnik pięciu piłkarzy 1. FC Kaiseslautern, mistrzów świata z 1954. Od lewej: Werner Liebrich, Fritz Walter, Werner Kohlmeyer, Horst Eckel, Ottmar Walter

Po śmierci Hansa Schäfera 7 listopada 2017 był ostatnim żyjącym piłkarzem z mistrzowskiej drużyny z 1954 i ostatnim żyjącym uczestnikiem meczu finałowego Niemcy – Węgry, znanego jako Cud w Bernie. Jako jeden z pięciu piłkarzy klubu 1. FC Kaiserslautern, którzy wywalczyli pierwsze mistrzostwo świata dla Niemiec, został upamiętniony pomnikiem przed Fritz-Walter-Stadion.

## Sukcesy

### Niemcy Zachodnie
Mistrzostwa świata
- Mistrzostwo: 1954

## Odznaczenia
- Wielki Krzyż Zasługi Orderu Zasługi Republiki Federalnej Niemiec (2004)[2]
- Srebrny Liść Laurowy (1954)[2]
- Order Zasługi Nadrenii-Palatynatu[3]